# 전적수사본
전적수사본(典籍手寫本)은 경기도 화성시 용주사에 있는, 조선 정조 19년(1795)에 왕이 내린 불교식 가사(歌辭)로, 손으로 옮겨 적은 본이다. 1972년 5월 4일 경기도의 유형문화재 제14호로 지정되었다.

## 개요
조선 정조 19년(1795)에 왕이 내린 불교식 가사(歌辭)로, 손으로 옮겨 적은 본이다. 원래의 명칭은 『어제화산용주사봉불기복게』인데, 화산의 용주사에 부처를 모시고 복을 기원하는 글이라는 뜻이다. 

## 특징
정조 13년(1789)에 정조는 아버지 사도세자의 무덤을 양주 배봉산(지금의 서울 청량리 일대)에서 화성의 화산으로 옮겨 현륭원(顯隆園)이라 이름짓고 용주사를 건립하여 사도세자의 명복을 빌도록 하였다. 이 책은 바로 이때 용주사에 내린 것이다.
책은 전체 4부분으로 나뉘어 첫머리에 정조의 서문이 실려 있고, 초서 ·정종 ·결게 세부분에 불교 가사가 서술되어 있다. 각 조는 오언사구(五言四句)의 각 구절에 작은 글씨로 해석한 글이 붙어 있다. 
용주사에 소장되어 있는 전적수사본(손으로 베껴쓴 책)외에도 서울대학교 규장각에『어제화산용주산봉불기복게』가 소장되어 있다. 이 규장각 소장본은 태백산사고, 적성산사고, 오대산사고 등에 보관된 것으로, 용주사 소장본과는 약간 다르다. 규장각 소장본은 책이 아니라 31폭의 장첩으로(長帖:긴종이를 접어 책처럼 한 장씩 낱장으로 볼 수 있게 한 것), 글씨체도 다르게 보이며 한 행의 글자 수도 다르게 표현되어 있다. 따라서 용주사 사본이 정조의 글씨인지 정밀조사가 요구된다.

## 참고 문헌
- 전적수사본 - 국가유산청 국가유산포털